# Caspar Bartholin den ældre
 Der er flere personer med dette navn, se Caspar Bartholin.
Caspar Bartholin (født 12. februar 1585 i Malmø, død 13. juli 1629 i Sorø) var en dansk teolog og læge.
Han blev født i Malmø, hvor faderen, Bertel Jespersen, var præst (Bartholin er en latinisering af "Bertelsen"). Hans mor, Anne, var datter af Rasmus Pedersen Tinkel, provst over Vemmenhøj Herred i Skåne.
Han var bemærkelsesværdigt fremmelig: Som treårig kom han i latinskole og kunne læse, og som 13-årig skrev han græske og latinske taler og fremførte dem offentligt. Hans fysiske udvikling fulgte ikke med, og forældrene holdt ham nogle år yderligere i skole, så han først omkring 18-års alderen blev optaget på Københavns Universitet. Han studerede senere i Rostock og Wittenberg.
Han rejste herefter gennem Tyskland, Nederlandene, England, Frankrig og Italien.
I 1612 blev han gift med Anne Fincke, ældste datter af professor Thomas Fincke.
I 1613 blev han professor i medicin ved Københavns Universitet og havde denne stilling i 11 år, indtil han blev ramt af en alvorlig sygdom. Han svor, at han ville vie sig til teologien, hvis han kom sig, og levede op til sin ed ved at blive teologisk professor i København og kannik i Roskilde.
Han døde i 1629 i Sorø, og hans lig blev ført til København, hvor han blev begravet i Vor Frue Kirke. Han efterlod sig en datter og seks sønner, heriblandt Bertel, Thomas, Albert og Rasmus Bartholin.
Hans værk Anatomicae Institutiones Corporis Humani (1611) var i mange år standardlærebogen i anatomi.
Fra 1616 bespiste han en dag om ugen 50 fattige skolebørn, og i sit testamente gav han 200 speciesdaler til fattige og 100 speciesdaler til Vor Frue Kirkes udbedring.
- Astrologia, seu De stellarum natura, 1612